# Sändeträsk
Sändeträsk är en sjö i Gotlands kommun i Gotland och ingår i Gothemån-Snoderåns kustområde. Sjöns area är 0,06 kvadratkilometer och den befinner sig 3 meter över havet.